# みんな!エスパーだよ!
『みんな!エスパーだよ!』は、若杉公徳による日本の漫画作品。突然、超能力が芽生えた日本の地方の男子高校生を主人公とするコメディ漫画とされるが、超能力の危険性を描いたSF漫画でもある。
『週刊ヤングマガジン』（講談社）2009年33号より『プラネットウェイヴス』のタイトルで短期集中連載（3週ないし4週連続掲載）を開始。2010年34号掲載分からタイトルを変更し、同時期発売の単行本第1巻も新タイトルで刊行。2015年37・38合併号まで連載された
2013年にテレビ東京にてテレビドラマ化され（詳細は後述）、2015年に映画化もされた（詳細は後述）。

## あらすじ
大分県野津町に住む高校生・嘉郎は、突然テレパシー能力を持つ超能力者となる。その町には彼以外にも超能力を持つ人々が住むことを知る嘉郎だったが、この力を「社会のため、人のために使いたい」と思う嘉郎に対し、その超能力者たちのほとんどは残念な変態で「自分の欲望」のために使っていたのだった。
そんな中、自身も超能力を獲得していた高浜が他の超能力者と共謀し、社会の破壊を目論む。
浅見教授に集められた嘉郎や高浜を含む超能力者たちは、自分たちが超能力を獲得した経緯と、200年昔にアメリカのダルースで起きた同様の超能力者発生事件と、悪の超能力者による惨殺事件「ダルースの惨劇」の顛末を聞かされる。自分の思惑がテレパシーで嘉郎に悟られると想った高浜は、嘉郎の抹殺を計画。切断能力を持つ君紀に嘉郎を襲わせるが、嘉郎が密かに恋していた紗英の首を切断してしまう。これがショックで君紀は高浜の計画から脱落。高浜は新たに発火能力（パイロキネシス）を獲得していた内水を仲間にする。
他校とのバスケットボールの練習試合に乗り込んできた高浜らは、生徒らを含めて体育館に火を放ち殺戮を繰り広げようとするが、嘉郎たちはどうにかこれを食い止める。
時を同じくして、200年前のダルースから「ダルースの惨劇」の犯人イーサンを倒すべく、ミゲルがタイムリープでやってくる。当時のダールスに存在しなかったテレキネシスの持ち主を捜してのことだった。イーサンの残虐性を聞いた永野は一度は逃げ出すものの、戻ってきて過去へと旅立った。次の瞬間に戻ってきたが（タイムリープしているため、現代視点では一瞬。永野自身にとってはそれなりの時間が経過している。）、イーサンの凶行を止めることには成功した。
そして、嘉郎は紗英を救うべく、タイムリープの能力を借りて超能力獲得の原因となった月食の夜へと時間をさかのぼることを決意する。同じテレパシー使い同士だった平野は嘉郎に、過去から戻ってきたら超能力を喪失すべくいっしょに性行為をしようと約束した。
やり直しの過去で嘉郎は、その夜に高浜が自慰することを止めたり、君紀が風俗で脱童貞を果たしたりと歴史が変わったことを知るが、代わりに紗英が超能力者となっていた。紗英の能力は、自分が嫌悪感をもった対象を意のままに操れる能力であり、それは対象に肉体的変化をももたらした。紗英は超能力で元彼を呼び寄せ、ラブホテルへ行ったものの元彼が二股を掛けていたことが発覚。紗英の男性不信の思いは能力の暴走を引き起こし、男性性器がインコに変化してしまうという大事件が発生する。嘉郎の股間もインコになってしまうが、過去の秋山の予知に後押しされるように紗英を慰め、ついにはインコ化の呪縛を解くことに成功。やり直しの過去の自分と紗英が結ばれるように画策し現代に戻った。
やり直した現代では、嘉郎の超能力は失われており、紗英にもヤリ逃げされていた。浅見教授や永野たちは変わらず超能力者の集会を行っていたが、そこには嘉郎の居場所は無くなっていた。
独りたそがれる嘉郎の元に「なにか約束してたっけ?」と平野が訪れ、物語は幕を閉じる。

## 登場人物
声はムービーコミック版。
鴨川嘉郎（かもがわ よしろう）：声 - 半田裕典
本作品の主人公。高校2年生。内向的な性格をした平々凡々な少年。ある日突然テレパシー能力を身につけたが、他者の腹黒い本性がそのまま聞こえてしまい、精神を疲弊させる。自身の超能力を使って人生の主人公になろうとする。
指を眉間に当てて精神集中することで、他者の心がラジオの周波数を合わせる感覚で聞こえてくる。また、集中しておらずとも他人が心で強く思ったことは自分の意思と関係なく聞こえてきてしまう。後に、ポーズを取らずとも能力が行使できるようになる。終盤には他者の思考を誘導できるように能力が発達する。
永野輝光（ながの てるみつ）：声 - 荒井聡太
高校近くのカフェレストラン「シーホース」の雇われマスター。嘉郎は「輝おいちゃん」と呼んでいる。テレキネシスの能力を持つが、対象を「エロいもの」と認識したものでないと、その力を発揮できない。例えばAVのDVDは動かせるがDVDプレイヤーのリモコンは動かせない。単なる鍵もそのままでは動かせないが、女子更衣室の鍵と思うと動かせる。しかし、そのような”付加的なエロ”の物体を動かすときは体力を非常に消耗する。
榎本洋介（えのもと ようすけ）：声 - 松原大典
嘉郎の高校の先輩。現在位置から100メートル程度までの行ったことのある場所に瞬時に移動できるテレポーテーションの能力を持つが、移動後は全裸になってしまう。しかしながら露出狂の気があり、このことが逆に快感となっている。後に身体に密着したものならいっしょにテレポーテーションできるようになる。ヒーローへの憧れが強く、「ビッグ・マグナム」なる下半身丸出しのコスチューム（瞬間移動にも対応）を身にまとったヒーローを自称する。同じバスケ部の江崎に嫉妬しているが、内水に燃やされた江崎を担いで外に飛び出した行動から根底では彼を慕っているようである。
平野美由紀（ひらの みゆき）：声 - 川庄美雪
本作品のヒロイン。嘉郎の高校の女子高生で、一学年後輩。嘉郎と同じく彼女もテレパシーが使えるが、嘉郎と違って能力のオンオフが効かず、聞こえる範囲は1メートル程度と狭いものの一定距離内の他者の思考は全て入ってくる。そのため、非常に強いストレスを感じていた。後に相手の深層心理を視ることが出来るように発達した。ヤンキーでもあるため非常に喧嘩っ早く、腕っ節が強い。
次第に嘉郎に惹かれるようになって行く。
浅見紗英（あさみ さえ）：声 - 金子有希
嘉郎のクラスメイト。東京から転校してきた。東京に元彼の哲郎がいるが疎遠になっている。清楚な外見とは裏腹に、腹黒い本性を持つ。父親の研究のため、自分の気持ちを押し殺して田舎に引っ越して来たといった様々な事情から来るストレスから内心で荒んでいたが、嘉郎から超能力のことを打ち明けられたことで自身の我慢が無駄では無かったことに安堵し、前向きに周囲を受け入れようと決意した矢先に超能力者同士の争いに巻き込まれ命を落とす。
やり直しとなった世界では悪意をもった願いを実現するという超能力を獲得する。相手の行動を操る他、相手の肉体も瞬時に変化させることができる。
やり直しの現代では、江崎と付き合っている。
教授（きょうじゅ） / 浅見 隆広（あさみ たかひろ）：声 - 宮崎寛務
超能力を研究する教授。紗英の父親。「超能力者が集まる町」のことを聞きつけてやってきた。
やり直しの過去では、予知能力研究のために秋山の巨乳を揉んでいたところを紗英に目撃され、全身をインコにされてしまう。
秋山多香子（あきやま たかこ）：声 - 外川大花
教授の下で助手をしている女性。バスト100センチメートル越えの巨乳美人。浅見教授の研究に従って、実際に超能力を獲得した。巨乳を見られていると予知能力が働き、視線の主が欲情するほど遠い時間の未来が視える。カポエイラ使い。
やり直しの現代では、肉体のインコ化から脱した浅見教授と性交渉を持ち妊娠している（≒超能力者ではなくなった）。
高浜健次（たかはま けんじ）
医大志望の予備校生。目を閉じている間だけ自分と触れている物や人を透明にすることができる。開業医の父親の元で何一つ不自由のない生活を送っているが、本性はサイコパスの極悪人。他の能力者を利用し大量殺人を企てている。その後、目を閉じて能力を行使している間は集中することで触れている人物の視界を見ることができるようになり、より利便性の上がった能力となった。
やり直しの過去では、月食の夜の自慰行為を中断させられたため、超能力を獲得していない。
橋君紀（はし きみのり）
22歳の引きこもりの男性。学生時代に女子からのいじめを受けたトラウマの影響で、自分が女性だと認識した対象を切り裂くことが出来る能力を得る。高浜の呼びかけに応え、世の中をひっくり返すという高浜に一旦は協力する。しかし嘉郎を殺すつもりが紗英を間違って殺してしまったことで怖気付き、高浜に非協力の意思を示し、その結果内水に顔半分を焼かれた。
やり直しの過去では、「ヒデちゃん」と呼ばれる人物に連れられて行った風俗で脱童貞を果たし、風俗店再訪の資金を得るために引きこもりを止めて働こうと考えている。
内水進太郎（うちみず しんたろう）
26歳の元サラリーマン。高浜の協力者。怒ることによって過去に触れた対象を発火させるパイロキネシスの能力を持つ。榎本とは幼馴染。痴漢をしたとして勤めていた会社を追われ、冤罪を主張して裁判に臨んでいたが、痴漢行為に関して実際には冤罪ではなかった。思考的には高浜に勝るとも劣らない生粋の極悪人だが、非常に短絡的でもある。体育館の襲撃後、警察に捕まるが高浜に捨てられたことに怒り、高浜を燃やす。
高橋優（たかはし ゆう）
自称「プロゲーマーを目指す」ニート。高浜の協力者。ディープキスをした相手を格闘ゲームのキャラクターのような荒いポリゴンに変化させ自在に操ることが出来る。変化させた人間の力は一般人ではとてもかなわないほどとなる。操る際には、自分の乳首をボタンのように、陰茎をジョイスティックのように操作する。
モデルは同名の歌手。テレビドラマ版の主題歌を歌ったことをきっかけに高橋が作者に希望し、登場人物のモデルとなった。
矢部直也（やべ なおや）
嘉郎の高校のいじめられっ子。透視能力を持つが、人体の内部（内臓）しか見ることができない。
寺島修一（てらしま しゅういち）
フリーター兼ミュージシャン。自分の屁を怪我を負っている患部に当てることで（普段はにぎりっぺとして使用している）怪我を治すことのできる治癒能力者。死者には効果がない。
江崎（えざき）
嘉郎の高校の先輩。優しさと勇敢さを兼ね備えた好人物。バスケット部のヒーローで引退後に請われて他校試合を行った。
対外的には襲撃事件の一味であると思われている「ビッグ・マグナム」と襲撃事件の犯人を倒したヒーローとしてマスコミから賞賛される。
ミゲル
200年前のダルースから、「ダルースの惨劇」の犯人であるイーサンを食い止めるために現代にタイムリープでやって来た少年。手をかざしそこに注目を集めることで他者の超能力を肉体ごとTENGA状の物体に変化させ奪取する能力を持つ。奪った能力は自身で使用することも能力者であれば他者に使用させることもできる。TENGA状の物体を使用中にその各物体に対応する能力を使用することができる。所持している能力は「空中浮遊」「時間移動」「鋼鉄化」など。
イーサン・ピット
「ダルースの惨劇」の犯人であり、「悪の超能力者」。
手のひらに竜巻状のエネルギーを発生させそれを投げることで物体を切り裂く能力を持っており、自分の父親やダルースの他の能力者を全員殺害した。

## 超能力者
作中に登場する文献「プラネットウェイヴズ」によれば、数百年に一度起きる月食で目覚めた覚醒者である。目覚める条件として
- 「性行為未経験者」
- 「月食の間、性的にエクスタシー状態にあった」（自慰行為を行っていた）
- 「身につけた能力を自覚する」（能力の自覚がないと自然消滅する）

とされる。即ち作中に登場する能力者は全員童貞および処女である。また、性行為を行った場合、能力は失われる。
身に着く超能力は各個人の性格や願望が反映される。
19世紀頃、アメリカミネソタ州ダルースでも同じような現象が起きていた。だが、善良な超能力者たちは攻撃性の高い超能力者によって皆殺しにされた。
なおダルースはボブ・ディランの出身地で、旧題および上述文献の元となったアルバム「プラネット・ウェイヴズ」を出している。

## 書誌情報
- 若杉公徳『みんな!エスパーだよ!』 講談社〈ヤンマガKC〉、全8巻[1]
  1. 2010年7月29日発売、ISBN 978-4-06-361916-4
  2. 2011年11月4日発売、ISBN 978-4-06-382088-1
  3. 2013年4月5日発売、ISBN 978-4-06-382285-4
  4. 2013年7月5日発売、ISBN 978-4-06-382322-6
  5. 2013年10月4日発売、ISBN 978-4-06-382362-2
  6. 2014年2月6日発売、ISBN 978-4-06-382403-2
  7. 2015年8月6日発売、ISBN 978-4-06-382648-7
  8. 2015年9月4日発売、ISBN 978-4-06-382678-4

なお、Beeマンガにて、漫画に音声や特殊効果を加えたムービーコミックが配信されている。2015年7月1日より全38話。

## テレビドラマ
2013年4月12日から7月5日まで、テレビ東京「ドラマ24」枠で放送された日本のテレビドラマ。予算が少ない深夜ドラマであるため遠隔地でのロケができず、舞台は原作の大分県から愛知県の東三河に変更され、ロケも当地で行なわれた。東三河が選ばれたのは園子温監督の出身が豊川市であり、アットムービー（制作協力）のプロデューサーの地元も豊橋市であったため。このため、作中のセリフは三河弁が多用されている。
ギャラクシー賞2013年7月度月間賞ならびに、第51回ギャラクシー奨励賞テレビ部門をそれぞれを受賞。ギャラクシー賞月間賞においては、「ドラマ24」の作品では前作『まほろ駅前番外地』に次ぎ2作連続の受賞となった。

### キャスト
能力は公式HPに記載されている内容を反映する。

#### 超能力者（テレビドラマ）

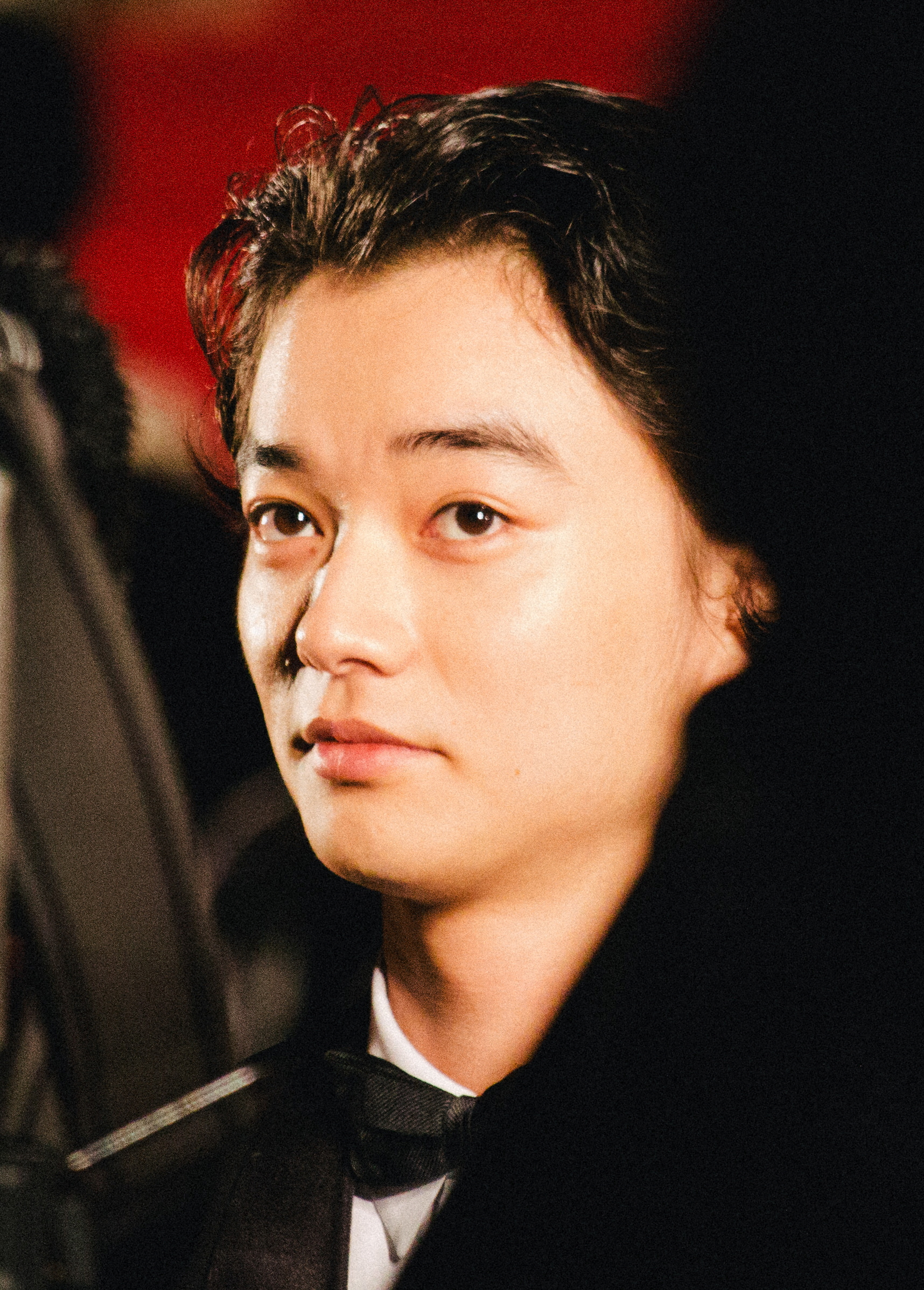
染谷将太

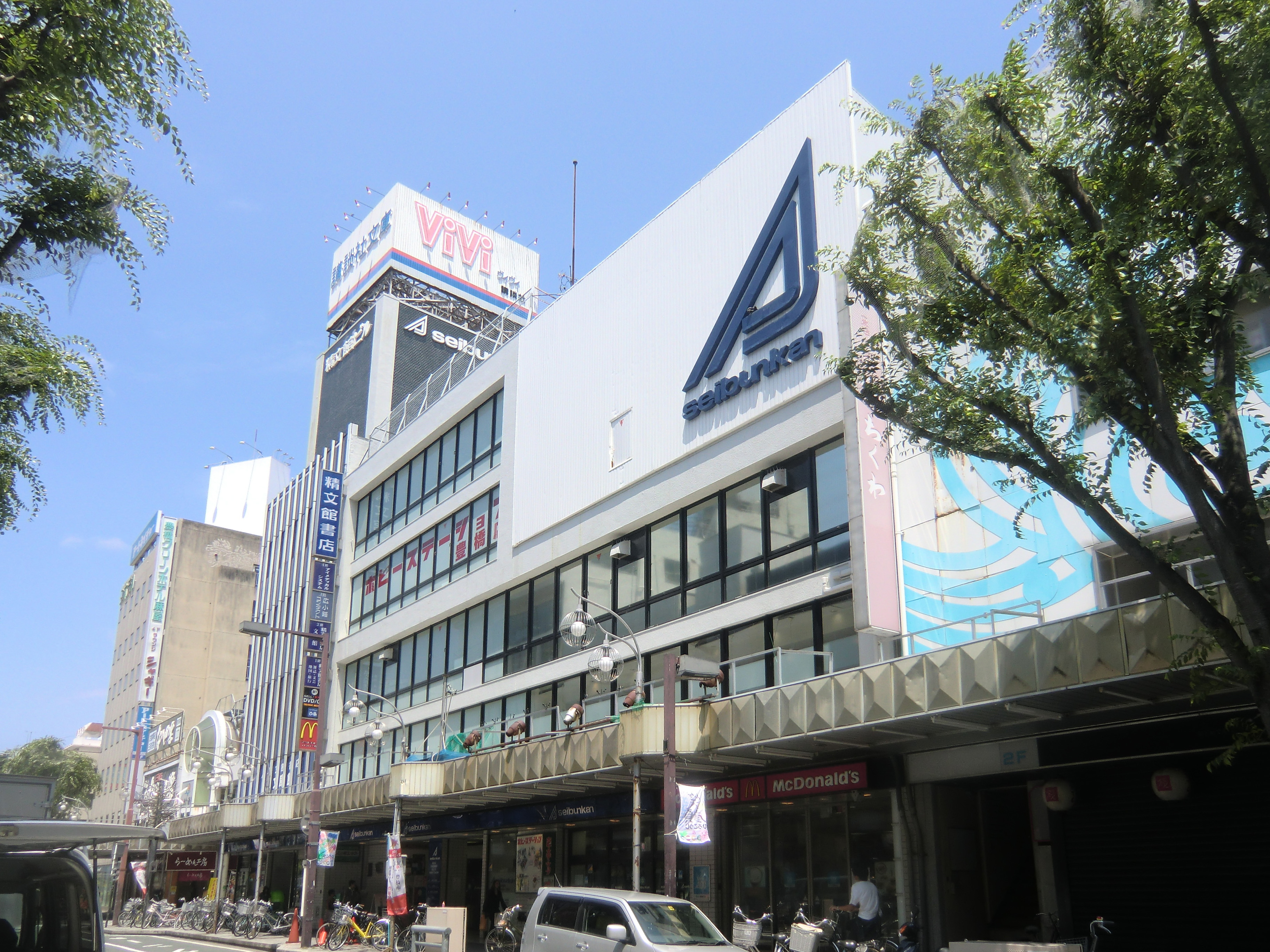
豊橋市・広小路通（愛知県）

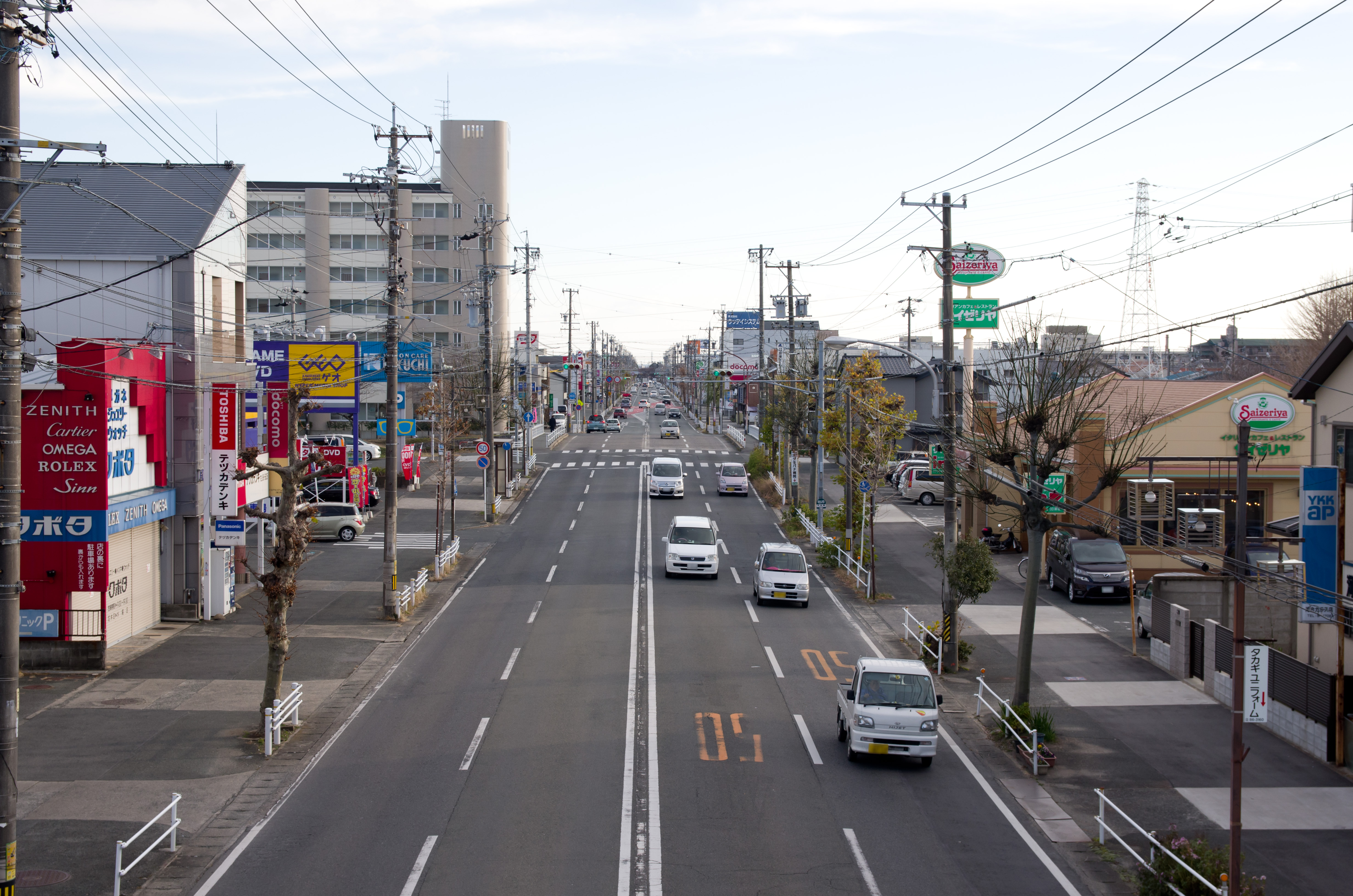
豊川市・町の風景

鴨川 嘉郎（かもがわ よしろう）
演 - 染谷将太
授業中に突然林先生の心の声が聞こえるようになる。能力：精神感応（テレパシー）。
平野 美由紀（ひらの みゆき）
演 - 夏帆
嘉郎の幼馴染だが、ヤンキー気質になっているため、嘉郎をぞんざいかつ暴力的に扱う。嘉山に交際を迫られたのを境に嘉郎と同じ能力が開花するが、そのことで苦悩する。能力：精神感応（テレパシー）。
永野 輝光（ながの てるみつ）
演 - マキタスポーツ
喫茶「シーホース」店主。エッチに関係する物、またはエッチな妄想をしたときに念動力が使える。能力：念動力（テレキネシス）。
榎本 洋介（えのもと ようすけ）
演 - 深水元基
急に便意を催しトイレを探す切羽詰まった状況で瞬間移動の能力が発動する。だが、裸でしか飛ぶことが出来ず、物を持ち運ぶ能力がない。能力：瞬間移動（テレポーテーション）。
矢部 直也（やべ なおや）
演 - 柾木玲弥
内気で内向的な性格。紗英が処女か確認するため、透視能力の力を使って嘉郎たちに協力する。しかし、教授の元で超能力の指導を受けているものの、まだ未発達で他者の臓器しか透視できない。能力：透視（イントロスコピー）。
石崎 英雄（いしざき ひでお）
演 - 鈴之助（少年期：松本祐介）
彼女・マリコが歴代彼氏に使用させていたスェットパンツを触ったときにサイコメトリーの能力が目覚める。幼少期から男性に依存している母を嫌い、付き合っている彼女が母と同じように性依存症だと分ると好きだった感情が一気に冷めてしまう。能力：サイコメトリー。

##### 研究者
謎の教授（なぞのきょうじゅ） → 浅見教授（あさみきょうじゅ） / 浅見 隆広（あさみ たかひろ）
演 - 安田顕
超能力の研究者。東京の学者には研究内容を理解して貰えなかった。愛知県東三河地区に天体の配列からなる宇宙の光が射し、月食という現象が起きる。その時、東三河地区で超能力に目覚める人が多く発見され、能力が開花するにはある条件が必要だったと嘉郎たち超能力者に説明する。
秋山 多香子（あきやま たかこ）
演 - 神楽坂恵
教授の助手。教授のセクハラにも嫌な顔を見せず、受け入れている。他者に胸を見られている間だけ予知能力が発動する。戦闘ではカポエイラを使う。能力：予知。

##### 反超能力者
林
演 - 矢柴俊博
社会科教師。女子生徒にエッチな妄想を抱いている。念動力の力で風を操り、女子生徒のスカートをめくる。能力：ウィンドコントロール。
夏目 めめ
演 - 森田彩華
英語科教師。念動力の力で男性の睾丸を握り潰す能力を持つ。能力：コカンギューイング。
ミツル
演 - 栗原類
ドラマオリジナルのキャラクター。不気味な雰囲気を漂わせる謎の少年。嘉郎や教授の動向を気にしていた。その正体は超能力者を利用して世界を狙わんとする「パーオ大帝」。催眠術の使い手で、笛の音色や自作の唄で周囲の人物を催眠誘導する。エッチな感情をイメージし自分の力を濃縮させた淫靡コーヒーを作り、相手の感情を変に高揚させ惑わせる。能力：催眠（ヒュプノシス）。
二宮 サリー
演 - 伊藤麻実子
輝光の持っている精力を抜いて廃人にする計画を画策し、超能力で彼好みの美女だと信じ込ませる。能力：愛情操作（ラブ・コントロール）。
二宮 サリー<偽者>
演 - 河井青葉
洗脳された輝光だけが見える美女。
土岐野 悠介
演 - 本郷奏多
タロット占い師。他者の潜在意識下に潜入し、本人が最も叶えたいと思っている夢をリピートして見せることで、人の精神を崩壊させていく能力を持つ。能力：ドリーム・ループ。
西郷 隆盛
演 - 竹内力（特別出演）
最終決戦を前に、突如現れた和服姿の男。犬を連れ、薩隅方言の言葉を使う。能力：タイムコントロール。

#### 愛知県立東三河高校
浅見 紗英（あさみ さえ）
演 - 真野恵里菜
教授の娘。1か月前に東京から転校して来た嘉郎のクラスメイト。清楚で可愛らしい美少女だが内面は腹黒い。
ヤス
演 - 柄本時生
嘉郎の親友。
嘉山
演 - 中尾明慶
美由紀の不良仲間。美由紀に好意を伝えるが拒絶される。
江崎先輩
演 - 武田航平
1年のときからバスケ部のスタメンに入るエース。女子生徒に人気がある。
ユウコ
演 - 伊藤沙莉
レナ
演 - 村田唯
上記2名は紗英の友達。
タケシ
演 - 斎藤嘉樹
カズオ
演 - 多田昌史
上記2名は嘉郎のクラスメイト。
セルゲイ
演 - アダム・トレル
マサル
演 - 山中雄輔
コージ
演 - 栗原寛孝
上記3名は嘉山の不良仲間。
熊谷先生
演 - 石川ゆうや

#### 鴨川家
鴨川 舌郎
演 - イジリー岡田
嘉郎の父親。舌のテクニックで律子と結婚した。
鴨川 律子
演 - 筒井真理子
嘉郎の母親。見る人が見れば美人で、永野から性の対象にされる。

#### その他
茂木 健一郎
演 - 茂木健一郎
喫茶「シーホース」常連客。
おばちゃん
演 - 愛染恭子
いやらしい女
演 - 新井エリー（大沢佑香、晶エリー）
葉月 哲也（はづき てつや）
演 - 岩崎拓馬
東京に暮らす紗英の彼氏。
石崎 明美
演 - 宮田早苗
英雄の母（故人）。スナック明美を経営していた。夫と離婚後、息子の気持ちを第一に考え、特定の男性と付き合わないようにしていた。
西条
演 - 下條アトム
スナック明美の常連客で明美の友人。
マリコ
演 - 田代さやか
英雄の彼女。現在まで不特定多数の男性と付き合い、性行為を楽しんで来た。
マル
演 - 裴ジョンミョン
英雄の後輩。
ハシ
演 - 今村美乃
ミツルに催眠をかけられ利用されていた女性。喫茶「オンコ園」のウエイトレスとして客に「淫靡コーヒー」を振舞う。
名越涼子
演 - 本人
テレビ愛知アナウンサー。
本屋の店主
演 - 園子温

### スタッフ

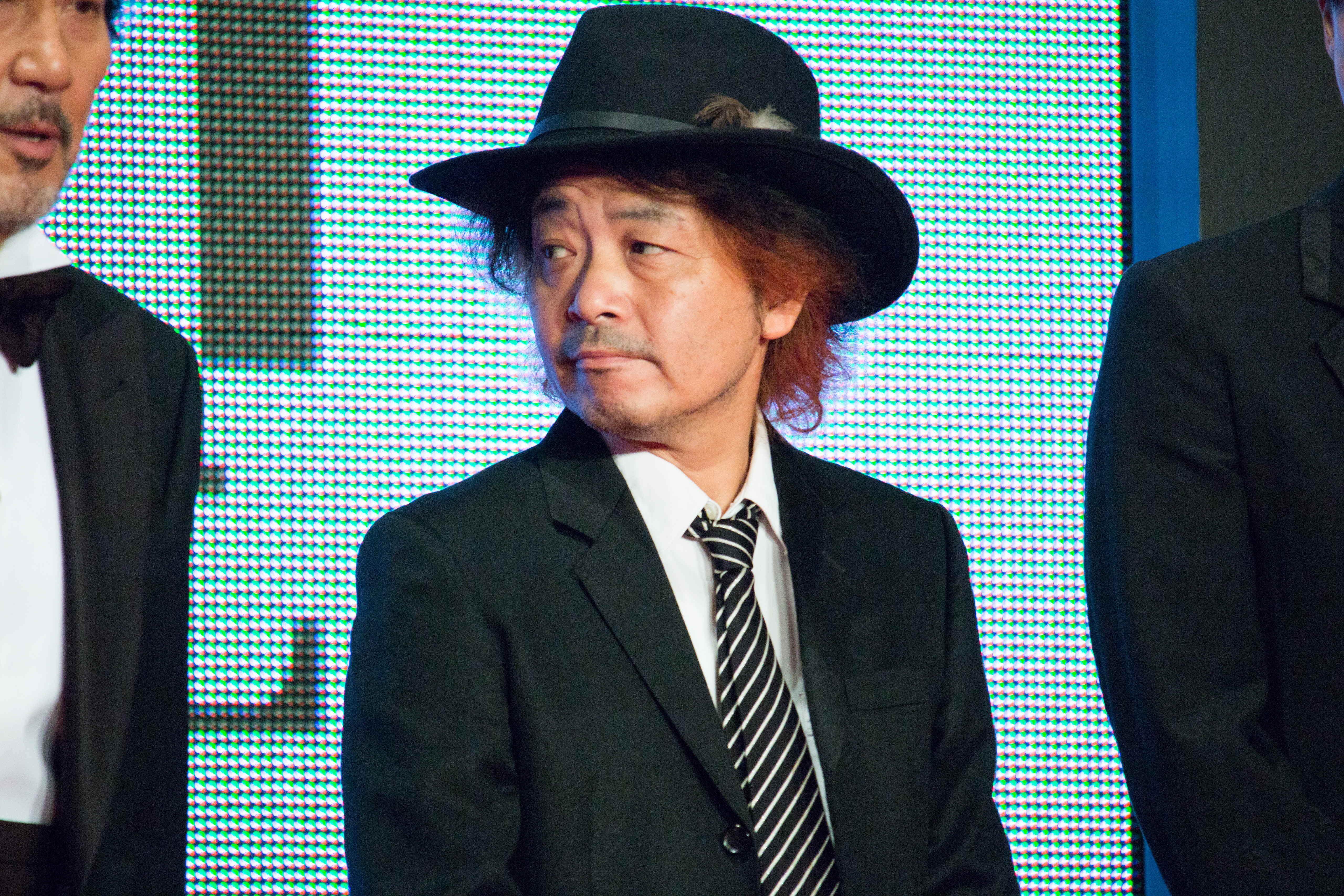
園子温

- 原作 - 若杉公徳『みんな!エスパーだよ!』（ヤングマガジン掲載 / 講談社）
- 監督・脚本 - 園子温
- 脚本 - 田中眞一、鈴木太一
- 音楽 - 原田智英
- 監督 - 入江悠、鈴木太一、月川翔
- オープニングテーマ - 高橋優「(Where's)THE SILENT MAJORITY?」（WARNER MUSIC JAPAN）
- エンディングテーマ - 石崎ひゅーい「夜間飛行」（EPICレコードジャパン）[15]
- 撮影 - 谷川創平、松本ヨシユキ
- 助監督 - 丸谷ちひろ
- スクリプター - 貞木優子
- CG - 本田貴雄
- アクション - 広沢俊
- 特別協力 - TENGA
- 方言指導 - 松崎正尚、左藤慎吾、稲吉孝子
- 方言ガイド - 大石法良、白井小百合、中野菜保子
- チーフプロデューサー - 岡部紳二（テレビ東京）
- プロデューサー - 阿部真士（テレビ東京）、武藤大司、森谷雄
- ラインプロデューサー - 鈴木剛
- アシスタントプロデューサー - 濱谷晃一、小松幸敏（テレビ東京） / 増山紘美
- 制作 - テレビ東京、電通
- 制作協力 - atmovie
- 製作著作 - 「みんな!エスパーだよ!」製作委員会

### 放送日程
| 各話                                                      | 放送日  | サブタイトル                                                   | 脚本            | 監督     |        |
| --------------------------------------------------------- | ------- | -------------------------------------------------------------- | --------------- | -------- | ------ |
| 第1話                                                     | 4月12日 | なんで僕に超能力だん？ バス停の風、大作戦！                    | 園子温 田中眞一 | 園子温   |        |
| 第2話                                                     | 4月19日 | 心の声を聞け！ ラブホから救出せよ、大作戦！                    | 園子温 田中眞一 | 入江悠   |        |
| 第3話                                                     | 4月26日 | 裸でダイブ？ 携帯電話を奪還せよ、大作戦！                      | 田中眞一        | 入江悠   |        |
| 第4話                                                     | 5月03日 | 世界は黒かピンクでできている、大作戦！                         | 鈴木太一        | 鈴木太一 |        |
| 第5話                                                     | 5月10日 | まさかの大号泣!? 母の想いを感じとれ、大作戦！                  | 鈴木太一        | 鈴木太一 |        |
| 第6話                                                     | 5月24日 | エスパー抗争勃発？ 縛られたあの娘を救え、大作戦！              | 園子温 田中眞一 | 園子温   | 園子温 |
| 第7話                                                     | 5月31日 | 禁断のコーヒー!? "セクシー女"大量生産を止めろ、大作戦！        | 園子温          | 園子温   | 園子温 |
| 第8話                                                     | 6月07日 | 真実の愛？ 奪われたエロの灯を消すな、大作戦！                  | 田中眞一        | 月川翔   |        |
| 第9話                                                     | 6月14日 | 100万回の告白!? 目覚めのキス、大作戦！                         | 田中眞一        | 月川翔   |        |
| 第10話                                                    | 6月21日 | （最終章・序）恋の罪!? モーニングコーヒーはあなたと！          | 園子温          | 園子温   |        |
| 第11話                                                    | 6月28日 | （最終章・破）時は来た！ 善と悪の最終決戦…チームエスパー解散!? | 園子温          | 園子温   |        |
| 第12話                                                    | 7月05日 | （最終回・青春の夢）僕が世界を救うんだ！ ワンワンワン大作戦!?  | 園子温          | 園子温   |        |
| 平均視聴率 2.8%（視聴率は関東地区・ビデオリサーチ社調べ） |         |                                                                |                 |          |        |

- 2013年5月17日は世界卓球2013放送のため休止。

### ネット局
| 放送対象地域   | 放送局                | 系列                          | 放映期間・曜日・時間           | 放映期間・曜日・時間                          |
| -------------- | --------------------- | ----------------------------- | ------------------------------ | --------------------------------------------- |
| 関東広域圏     | テレビ東京 【制作局】 | テレビ東京系列                | 2013年4月12日 - 7月5日         | 金曜 24:12 - 24:52                            |
| 北海道         | テレビ北海道          | テレビ東京系列                | 2013年4月12日 - 7月5日         | 金曜 24:12 - 24:52                            |
| 愛知県         | テレビ愛知            | テレビ東京系列                | 2013年4月12日 - 7月5日         | 金曜 24:12 - 24:52                            |
| 岡山県・香川県 | テレビせとうち        | テレビ東京系列                | 2013年4月12日 - 7月5日         | 金曜 24:12 - 24:52                            |
| 福岡県         | TVQ九州放送           | テレビ東京系列                | 2013年4月12日 - 7月5日         | 金曜 24:12 - 24:52                            |
| 大阪府         | テレビ大阪            | テレビ東京系列                | 2013年4月15日 - 7月8日         | 月曜 23:58 - 24:40                            |
| 奈良県         | 奈良テレビ            | JAITS                         | 2013年4月19日 - 7月12日        | 金曜 25:30 - 26:05                            |
| 広島県         | 広島テレビ            | 日本テレビ系列                | 2013年5月10日 - 7月26日        | 金曜 25:04 - 25:44                            |
| 山形県         | テレビユー山形        | TBS系列                       | 2013年5月17日 - 8月2日         | 金曜 24:50 - 25:30                            |
| 石川県         | 北陸放送              | TBS系列                       | 2013年6月6日 - 8月29日         | 木曜 25:35 - 26:15                            |
| 福島県         | 福島中央テレビ        | 日本テレビ系列                | 2013年6月20日 - 9月5日         | 木曜 25:28 - 26:08                            |
| 鹿児島県       | 鹿児島放送            | テレビ朝日系列                | 2013年6月22日 - 9月28日        | 土曜 25:45 - 26:25                            |
| 新潟県         | テレビ新潟            | 日本テレビ系列                | 2013年7月2日 - 9月17日         | 火曜 25:29 - 26:09                            |
| 全国放送       | BSジャパン            | テレビ東京系列 BSデジタル放送 | 2013年7月7日 - 9月22日         | 日曜 23:30 - 24:05                            |
| 熊本県         | くまもと県民テレビ    | 日本テレビ系列                | 2013年7月13日 - 10月5日        | 土曜 25:00 - 25:40                            |
| 長崎県         | 長崎放送              | TBS系列                       | 2013年7月16日 - 10月8日        | 火曜 24:28 - 25:08                            |
| 和歌山県       | テレビ和歌山          | JAITS                         | 2013年7月27日 - 10月12日       | 土曜 24:45 - 25:25                            |
| 岩手県         | IBC岩手放送           | TBS系列                       | 2013年8月2日 - 10月25日        | 金曜 24:55 - 25:35                            |
| 愛媛県         | テレビ愛媛            | フジテレビ系列                | 2013年8月5日 - 8月22日         | 月・火・木曜 26:10 - 26:50 水曜 26:40 - 27:20 |
| 秋田県         | 秋田放送              | 日本テレビ系列                | 2013年9月23日 - 12月9日        | 月曜 24:53 - 25:33                            |
| 滋賀県         | びわ湖放送            | JAITS                         | 2013年9月29日 - 12月29日       | 日曜 26:00 - 26:40                            |
| 鳥取県・島根県 | 日本海テレビ          | 日本テレビ系列                | 2013年10月4日 -12月20日        | 金曜 26:25 - 27:05                            |
| 青森県         | 青森テレビ            | TBS系列                       | 2013年10月18日 - 2014年1月17日 | 金曜 24:20 - 25:00                            |
| 宮城県         | 仙台放送              | フジテレビ系列                | 2014年7月3日 -                 | 木曜 24:30 - 25:10                            |
| 静岡県         | 静岡放送              | TBS系列                       | 2014年7月29日 -                | 火曜 - 木曜 24:38 - 25:18                     |
| 富山県         | チューリップテレビ    | TBS系列                       | 2015年1月7日 - 3月25日         | 水曜 24:38 - 25:18                            |

### ロケ地

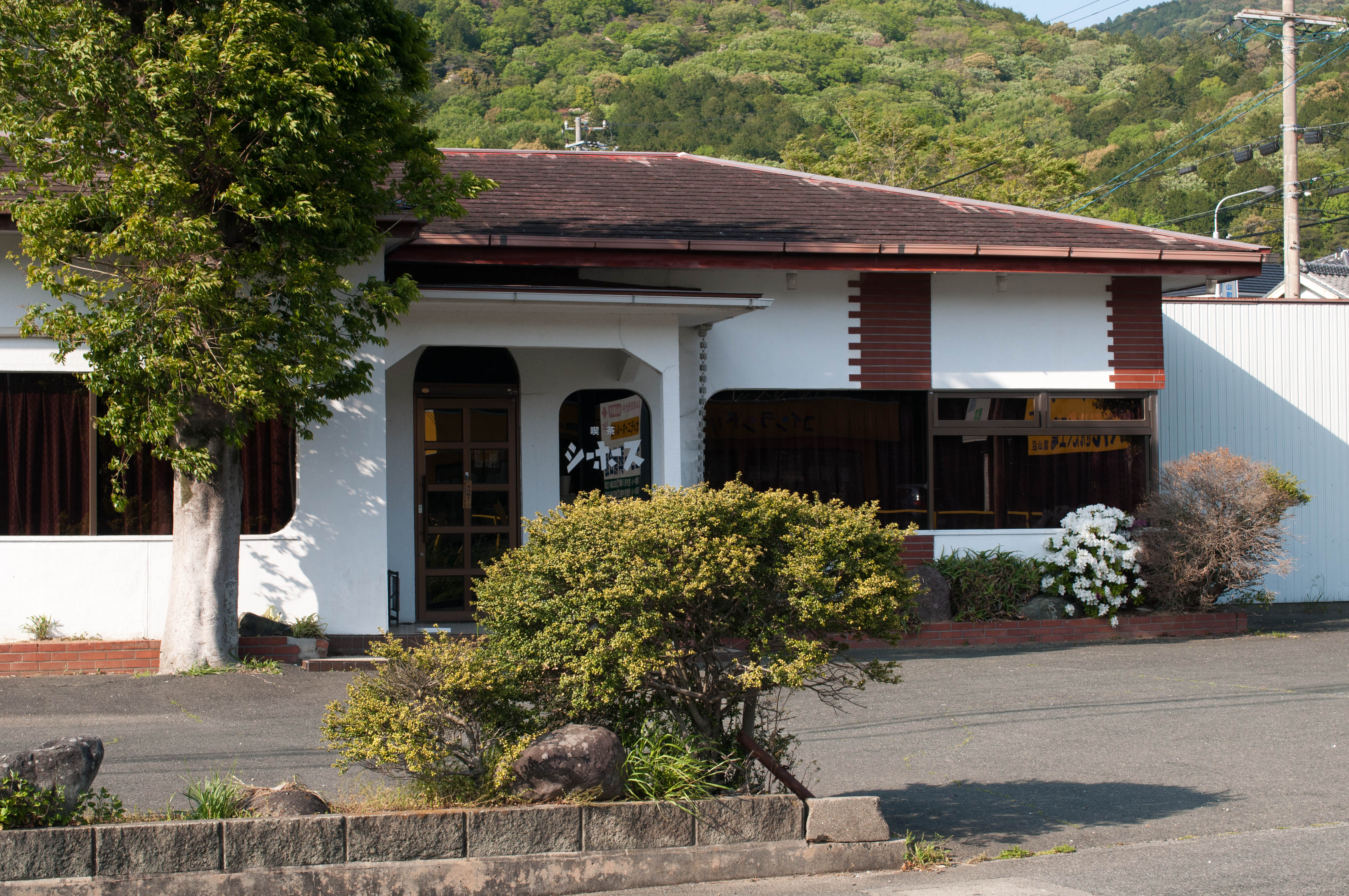
軽食喫茶パトリア
（劇中では喫茶シーホース）

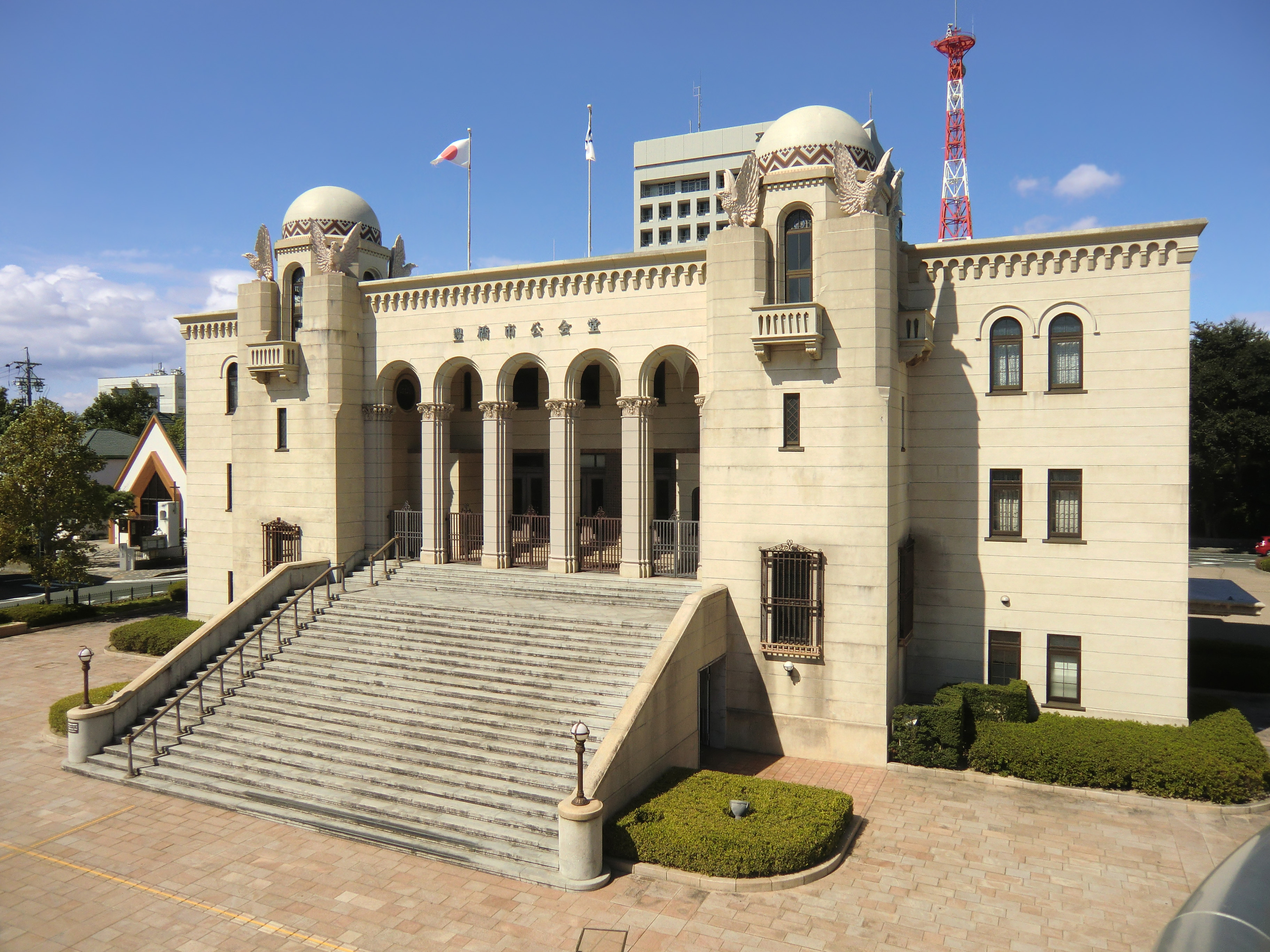
豊橋市公会堂

愛知県立東三河高校
愛知県立鳳来寺高等学校跡地（新城市門谷宮下）
喫茶「シーホース」
パトリア（豊橋市嵩山町字荒木）
ラブホテル
ホテル正岡（豊川市正岡町八反田）
「CIA」建物
豊橋市公会堂（豊橋市今橋町）
教授の研究室
リバーサイドみやこし（豊橋市下地町字宮腰）

### 備考
- 放送開始前の2013年3月22日に、エキストラ募集に応募した人への連絡の際のメールアドレスに関する扱いが不適切だったとして、製作のテレビ東京・電通・アットムービー・クリエイティヴの3社連名で関係者に謝罪した[17]。
- BSジャパンでは、本作から『ドラマ24』のスーパーを外して放送している。また、後枠『ヴァンパイア・ヘヴン』同様にBSジャパン専用の公式サイトも開設された。
- Blu-rayおよびDVDでは、1話3話7話12話がディレクターズカット版編集になっている。3話のテレビ放送版では榎本の全裸の局部に駐車禁止マークが表示されて隠されていたがセル版3話ではこのマークがないノーカット版になっている（当然、性器は前張りとカメラアングルによって隠されている）。

| テレビ東京 ドラマ24                                         | テレビ東京 ドラマ24                             | テレビ東京 ドラマ24                  |
| 前番組                                                      | 番組名                                          | 次番組                               |
| ----------------------------------------------------------- | ----------------------------------------------- | ------------------------------------ |
| 第30弾特別企画 まほろ駅前番外地 （2013年1月11日 - 3月29日） | みんな!エスパーだよ! （2013年4月12日 - 7月5日） | リミット （2013年7月12日 - 9月27日） |

### スピンオフドラマ
スピンオフドラマ『みんな!エスパーだよ!番外編 〜エスパー、都へ行く〜』が2015年4月3日（金）に特番として放送された。

#### キャスト（スピンオフドラマ）
鴨川 嘉郎
演 - 染谷将太
浅見 紗英
演 - 真野恵里菜
東京へ戻り定時制高校に通う。
永野 輝光
演 - マキタスポーツ
榎本 洋介
演 - 深水元基
矢部 直也
演 - 柾木玲弥
秋山 多香子
演 - 神楽坂恵
浅見 隆広
演 - 安田顕
橘 シズカ
演 - 北原里英
紗英のクラスのクラス委員。
梶本 幸雄
演 - 片桐仁
紗英の担任。
ハルカ
演 - 橋本マナミ
キャバクラ嬢軍団を率いる。
カリナ
演 - 平岡亜紀
風俗嬢軍団を率いる。
冴子
演 - 桜井ユキ
スケバン軍団を率いる。
その他
演 - 澤真希、田代さやか、坂本亜里紗、晴野未子、吉永まり、古川真奈美、美咲こころ、池上喜美、黒岩桃子、奥津菜々子、広野未奈、高柳結恵、奥野瑛太、長谷川大、谷本幸優、IZUMI、園子温

#### スタッフ（スピンオフドラマ）
- 原作 - 若杉公徳『みんな!エスパーだよ!』（ヤングマガジン掲載 / 講談社）
- 監督・脚本 - 園子温
- 脚本 - 田中眞一

## Webドラマ
『みんな!エスパーだよ! 〜欲望だらけのラブ・ウォーズ〜』は、dTVにて、2015年8月19日から、全3話配信。本作品は、この配信ドラマ用に書き下ろされたストーリーで、小島梨里杏が同作のオリジナルヒロインを務める。

### Webドラマ版あらすじ
嘉郎のエスパー仲間である、輝光が営む喫茶シーホースに突然、「アルバイトをしたい！」という女性・明日香が現れる。チームエスパーの一員榎本は明日香に一目ぼれ。
教授との恋が成就せず、落ち込んでいる秋山の協力により、榎本と明日香の距離は次第に近づいていく。そのころ、街は人を酔っ払いに変えてしまう能力（泥酔催眠ドランク）を持つエスパーにより大混乱となっていた。大混乱の中、榎本は明日香から衝撃の事実を聞かされることに…。

### キャスト（Webドラマ）
- 鴨川嘉郎 - 染谷将太[18]
- 浅見紗英 - 真野恵里菜[18]
- 永野輝光 - マキタスポーツ[18]
- 榎本洋介 - 深水元基[18]
- 矢部直也 - 柾木玲弥
- 平野美由紀 - 池田エライザ
- 秋山多香子 - 神楽坂恵
- 浅見隆広 - 安田顕
- 明日香 - 小島梨里杏[18]
- その他 - 秋月三佳、志村玲那、田子天彩、多田木亮佑、水野勝[19]

### スタッフ（Webドラマ）
- 総監督：園子温
- 監督：綾部真弥
- 脚本：田中眞一
- プロデューサー：内部健太郎、森谷雄、武藤大司
- 制作プロダクション：アットムービー
- 製作著作：BeeTV

## 映画
2015年9月4日公開。テレビドラマの続編ではなく、テレビドラマとは異なるストーリーが展開する。こちらもテレビドラマ同様、愛知県東三河が舞台となっている。テレビドラマ版では夏帆が演じていた平野美由紀役を、オーディションで選ばれた池田エライザが演じた。スマートボール専門店アサクラ（2018年8月末で閉店）の看板娘が本人役で出演している。

### キャスト（映画）
- 鴨川嘉郎 - 染谷将太[22][23]
- 平野美由紀 - 池田エライザ
- 浅見紗英 - 真野恵里菜
- 永野輝光 - マキタスポーツ
- 榎本洋介 - 深水元基
- 矢部直也 - 柾木玲弥
- ヤス - 柄本時生
- 鴨川律子 - 筒井真理子
- 鴨川舌郎 - イジリー岡田
- 秋山多香子 - 神楽坂恵
- 浅見隆広 - 安田顕
- ポルナレフ愛子 - 高橋メアリージュン[24]
- 神谷秋子（渡し舟の娘） - 冨手麻妙[24]
- 神谷の手下 - サイボーグかおり
- ジュリー・バブコック - サヘル・ローズ[24]
- 三井ミツコ - 今野杏南[24]
- タエコ - 星名美津紀[24]
- ケイコ（本屋の看板娘） - 篠崎愛[24]
- しずか - 清水あいり[24]
- スマートボール専門店アサクラの看板娘（上記） - 朝倉文子
- サヤ（「スマートボール専門店アサクラの看板娘」の孫） - 星名利華[24]
- 江崎（バスケットボール部員） - 武田航平
- エリ - 板野友美 ※カメオ出演[25]
- タエコの上司 - 関根勤 ※カメオ出演[26]
- 女子高生 - 朝比奈加奈

### スタッフ（映画）
- 原作：若杉公徳「みんな!エスパーだよ!」
- 監督：園子温
- 脚本：田中眞一／園子温
- 撮影：神田創
- 美術：松塚隆史
- 音楽：原田智英
- 録音：小宮元
- 照明：藤森玄一郎
- 編集：伊藤潤一
- 主題歌：岡村靖幸「ラブメッセージ」[27][28]
- オープニングテーマ曲：石崎ひゅーい「オタマジャクシ」[29]
- 挿入歌：高橋優「（Where’s） THE SILENT MAJORITY?」、テルさん（永野輝光）「LOVE ME TENGA」[30]
- エグゼクティブプロデューサー：小竹里美、福田一平、高柳寛哉
- 製作：依田巽、太田哲夫、石川豊、大田圭二、松本篤信、森谷雄、鈴木伸育、宮本直人
- プロデューサー：松下剛、高田健太郎、森谷雄、武藤大司
- 音楽プロデューサー：菊地智敦
- 製作幹事・配給：ギャガ
- 製作プロダクション：アットムービー
- 製作：映画「みんな!エスパーだよ!」製作委員会（ギャガ、テレビ東京、電通、東宝、BSジャパン、アットムービー、講談社、GYAO）
- 特別協賛：TENGA